# 川勝あか梨
川勝 あか梨（かわかつ あかり）は、日本の女優。

## 概要
以前、劇団昴に所属していた。
現在は、甲斐麻実(かい まみ)に改名。
サムライプロモーション所属。テレビドラマ出演、海外ドラマの吹き替えなどで活躍している。東京都在住。

## 出演

### テレビドラマ
- 土曜ワイド劇場 （テレビ朝日）
  - エステサロン白い肌殺人事件1（1997年）
  - 森村誠一の終着駅シリーズ7「街」（1997年）
  - 森村誠一の終着駅シリーズ8「窓」（1998年）
  - 警視庁女性捜査班1「金曜日の暴行魔」（1999年）
  - 西村京太郎トラベルミステリー32「伊豆誘拐行」（1998年）
  - 殺意のお茶会（2000年）
  - 高橋英樹の船長シリーズ12「殺意の密室航路」（2000年）
  - 復讐法廷の女（2002年）
- 女優X 伊澤蘭奢の生涯（1996年、TBS）
- 家庭欄聞記者・鍋嶋六郎Ⅱ（2000年、TBS）

### 吹き替え

#### 海外ドラマ
- Dr.マーク・スローン（スーザン）
- 天才少年ドギー・ハウザー（ジェニー、NHK教育テレビジョン）
- ブロッサム（ゼルマ、NHK教育テレビジョン）
- カリフォルニア・ドリーム（ナンシー、NHK教育テレビジョン）

#### 海外映画
- アップ・ザ・クリーク激流スーパーアドベンチャー（1984年、米国）

### 舞台
- 十二夜（ヴァイオラ）劇団昴・1997年